# Франк Люк
Франк Люк  (нім. Frank Luck, 5 грудня 1967) — німецький біатлоніст, олімпійський чемпіон, багаторазовий чемпіон та призер чемпіонатів світу.
До об'єднання Німеччини Франк Люк виступав за НДР.

## Виступи на Олімпіадах
| Олімпіада           | Дисципліна                | Місце |
| ------------------- | ------------------------- | ----- |
| Калгарі 1988        | спринт 10 км              | 6     |
| Ліллехаммер 1994    | спринт 10 км              | 6     |
| Ліллехаммер 1994    | індивідуальна гонка 20 км | 2     |
| Ліллехаммер 1994    | естафета 4 х 7,5 км       | 1     |
| Нагано 1998         | спринт 10 км              | 7     |
| Нагано 1998         | естафета 4 х 7,5 км       | 1     |
| Солт-Лейк-Сіті 2002 | спринт 10 км              | 29    |
| Солт-Лейк-Сіті 2002 | переслідування 12,5 км    | 11    |
| Солт-Лейк-Сіті 2002 | індивідуальна гонка 20 км | 2     |
| Солт-Лейк-Сіті 2002 | естафета 4 х 7,5 км       | 2     |